# Pierre de Montlaur (évêque de Fréjus)
Pour les articles homonymes, voir Montlaur et Pierre de Montlaur.
Pierre de Montlaur, mort après 1157, est un évêque de Fréjus du milieu du XIIe siècle.

## Biographie

### Origines
Pierre de Montlaur appartient à l'une des familles nobles de Montlaur, probablement celle originaire du Bas-Languedoc, implantée dans le diocèse de Maguelone, selon le site Internet du Chapitre Fréjus-Toulon. D'après le site, il serait le fils de « Bernard II de Montlaur, croisé de la Première croisade, frère de Jean de Montlaur, évêque de Maguelone (1158-1190) et d'Hugues de Montlaur, prévôt de Pignans en 1160, devenu archevêque d'Aix (1165-1174). » Fratrie qui est mentionnée également chez Joseph-Hyacinthe Albanès, auteur de la Gallia christiana novissima Il est absent des généalogies proposées pour la famille originaire des marches du Velay et du Vivarais qui débute avec Pons, baron de Montlaur, et dit neveu de l'archevêque d'Aix,.
Le docteur Icard, dans une notice parue dans les Mémoires de l'Institut historique de Provence (1929), indique pour sa part que l'évêque a pour « frère Hugues de Montlaur qui fut prévôt de Pigans en 1150 et archevêque d'Aix de 1165 à 1174. » L'auteur précise qu'il serait également de la « même famille que Pierre de Montlaur qui fut évêque de Marseille de 1214 à 1229 et dont le frère Jean de Montlaur fut évêque de Maguelone en 1234. » Le site du Chapitre Fréjus-Toulon précise que Pierre, évêque de Marseille, est son neveu, et que Jean, évêque de Maguelone, est son petit-neveu.

### Épiscopat
Pierre de Montlaur est prévôt d'Uzès (attesté en 1144 et 1148) lorsqu'il est appelé sur le siège épiscopal de Fréjus sans qu'une date de consécration ne soit donnée, ni même de la fin de son épiscopat. Albanès souligne qu'il n'est connu dans les actes que par son seul prénom (Petrus).
Le premier acte connu comme évêque date du 22 février 1154, il s'agit d'une donation d'une église en faveur de Saint-Victor de Marseille,
Il semble occuper une place importante dans l'entourage du comte de Provence Raimond-Bérenger II.
Il apparaît comme l'auteur d'une décision arbitraire en 1156. Est mentionné dans cet acte Hugues de Montlaur, considéré comme son frère par Joseph-Hyacinthe Albanès. L'année suivante, les deux frères sont également témoins dans un acte concernant l'abbaye Notre-Dame de Boscodon en date du 13 juillet 1157,.
Au-delà de ce acte, son nom n'apparaît plus.

## Armoirie épiscopale

Armes de la famille de Montlaur.

Pierre de Montlaur a pour armes de gueules (alias d'or) au lion de vair couronné d’azur.